# St.-Katharina-Kapelle (Hochheid)

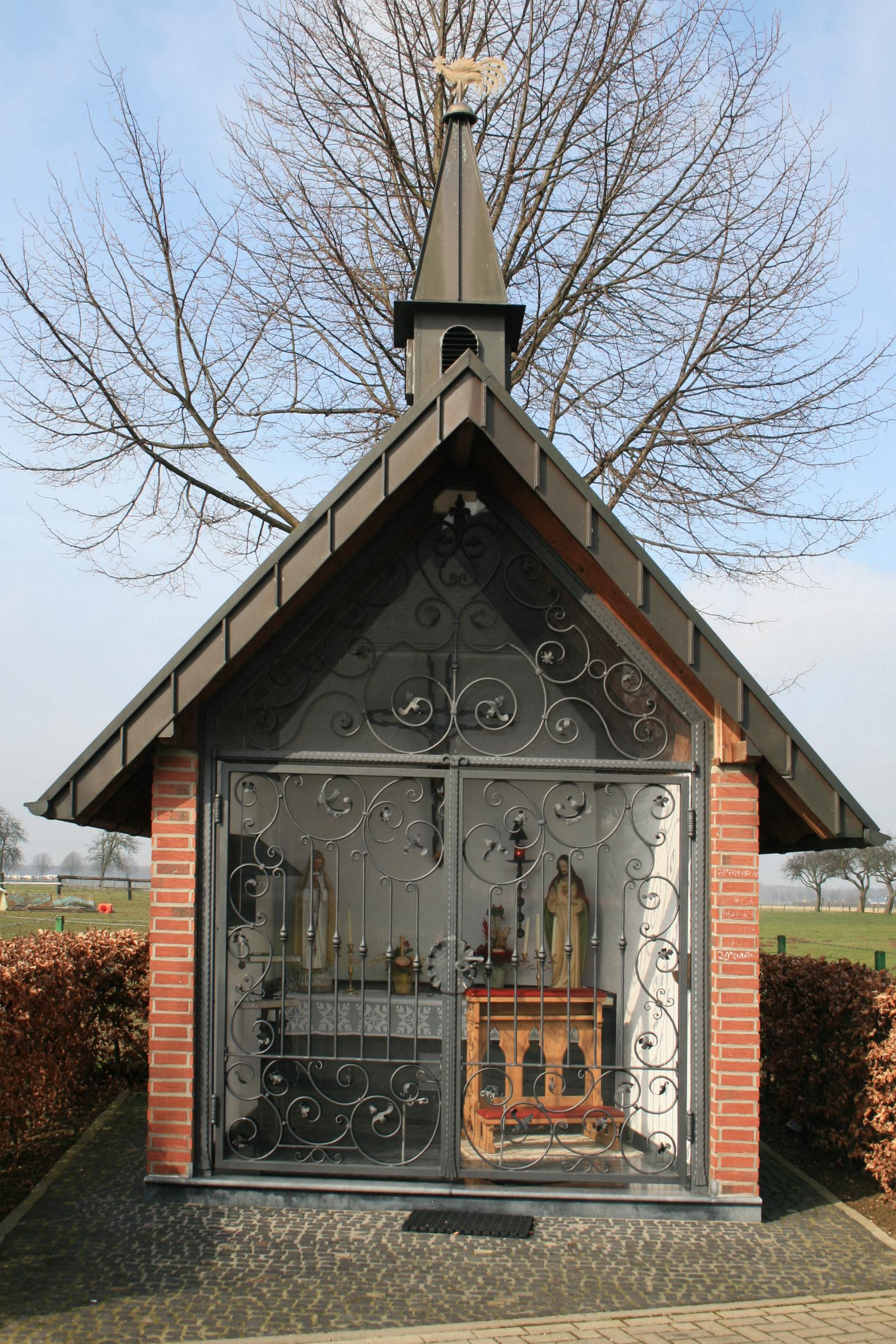
St.-Katharina-Kapelle in Hochheid

Die römisch-katholische St.-Katharina-Kapelle befindet sich im Ortsteil Hochheid in der Stadt Geilenkirchen in Nordrhein-Westfalen. Das gusseiserne Kreuz in der Kapelle steht unter Denkmalschutz.

## Lage
Die Kapelle hat ihren Standort im Ortsteil Hochheid gegenüber Haus Nr. 22.

## Geschichte
Das Bauwerk wurde 1995 vom Hochheider Dorfverein e. V. errichtet. In der Kapelle fand das unter Denkmalschutz stehende gusseiserne Kreuz als Denkmal Nr. 18 der Stadt Geilenkirchen seinen Platz. Die Pflege und Unterhaltung obliegt dem Hochheider Dorfverein e. V.

## Architektur

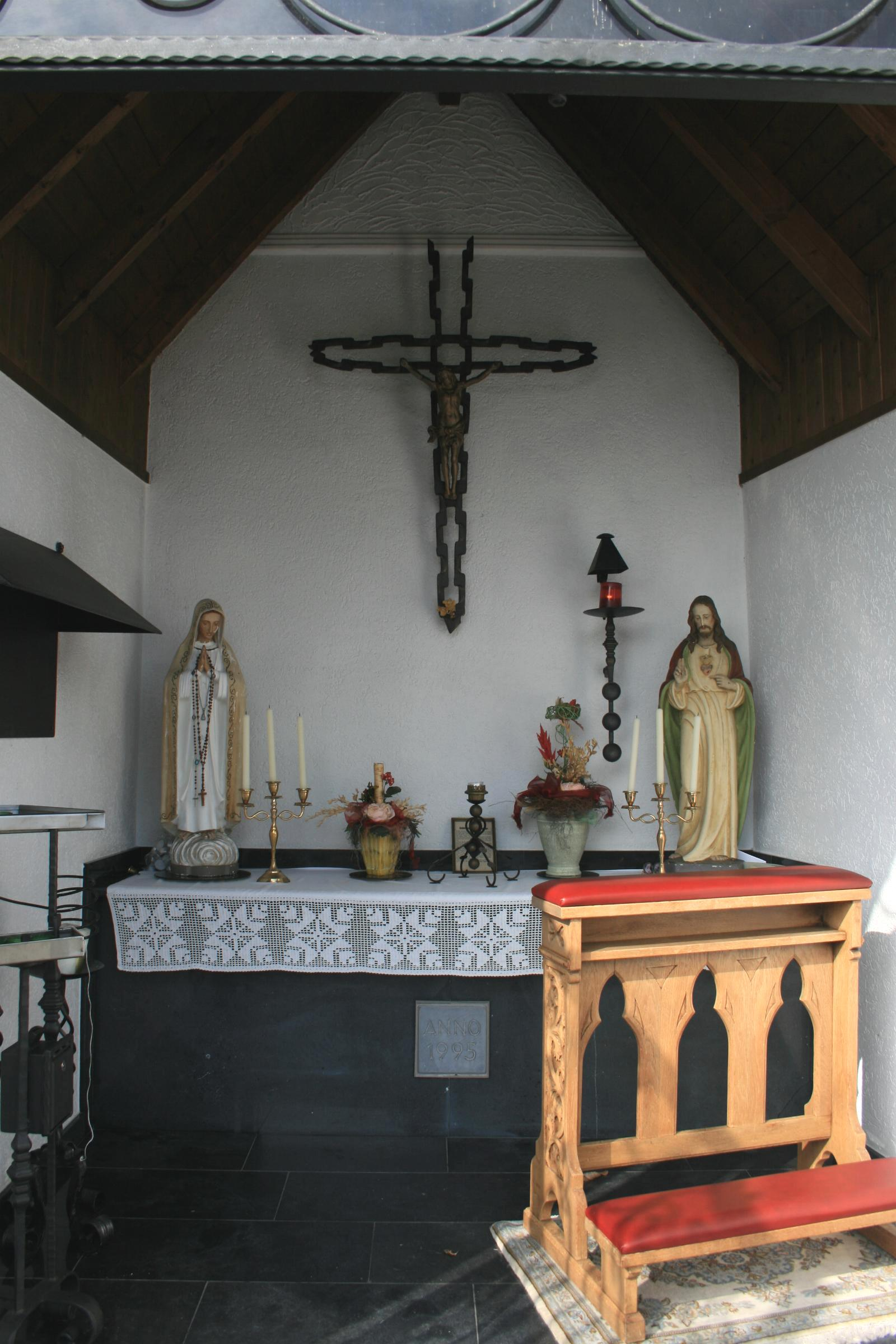
Innenansicht der Kapelle

Die Kapelle in Hochheid ist ein kleiner Backsteinbau unter einem Satteldach. Die dreiseitig geschlossene Kapelle ist verklinkert und wird von einem schmiedeeisernen Türgitter verziert. Auf dem Dach steht ein Dachreiter mit einem Wetterhahn. In der Kapelle steht eine Gebetsbank. Auf einem Altärchen finden Heiligenfiguren, Kerzen und Blumen ihren Platz. An der Rückwand fand das denkmalgeschützte, gusseiserne Kruzifix einen Platz.